# نامدر بايين (سياهو)
نامدر بایین (بالفارسية: نامدر پایین) هي قرية تقع في إيران في قسم سياهو الريفي (مقاطعة بندر عباس).